# Götz Wörner
Götz Wörner (auch Alexander Götz Wörner und Götz A. Wörner; * 15. November 1959 in Pforzheim) ist ein deutscher Musikproduzent und Musikverleger, der seit 2008 durch sein Engagement für Bürger bekannt geworden ist, besonders mit dem von ihm gegründeten Verein Kultur für ALLE e. V.

## Leben und Werk
Wörner besuchte in Pforzheim das humanistische Johannes-Reuchlin-Gymnasium und das Fritz-Erler-Wirtschafts-Gymnasium, das er 1981 mit dem Abitur abschloss. Während seiner Schulzeit in den 1970er Jahren engagierte er sich unter anderem für Arme und verfolgte Menschen in Chile, nahm an der Platzbesetzung zur Verhinderung des Atomkraftwerkes Wyhl teil und engagierte sich in Südfrankreich gegen den geplanten Manöverplatz der französischen Armee auf dem Hochplateau Larzac. Bis 1973 war er Mitglied des Ring Bündischer Jugend (RBJ). 1977 war er Mitbegründer der Pforzheimer Grünen Liste. 1980 kehrte er nach dem Besuch des Gründungsparteitages der Grünen in Karlsruhe der grünen Bewegung den Rücken.
Im Jahr 1978 produzierte er seine erste Schallplatte, den Live-Mitschnitt Concierto latinoamericano. Daraufhin entstanden mehrere Produktionen mit dem chilenischen Cantautor und Dichter Sergio Vesely. Die Produktion Canto por mi in München wurde von dem deutschen Liedermacher Konstantin Wecker ermöglicht.
Im Jahr 1980 begründete er das Label und die Schallplattenfirma messidor, das Aufnahmen zeitgenössischer lateinamerikanischer Musik – darunter Astor Piazzolla, Mario Bauzá, Rubén Blades, Willie Colón, Jesus „Chucho“ Valdés, Patato, Gonzalo Rubalcaba und Jaime Torres produzierte.
1982 begründete er den messidor Musikverlag (später umbenannt in termidor Musikverlag), der Aufnahmen zeitgenössischer lateinamerikanischer Musiker – darunter Astor Piazzolla, Mario Bauza, Ruben Blades, Willie Colón, Jesus „Chucho“ Valdés, Patato, Gonzalo Rubalcaba oder Atahualpa Yuanphui – verlegte, die weltweit vertrieben wurden.
Götz Wörner, der im Jahr 1999 mittellos wurde, war ab dem Jahr 2000 Empfänger von Hilfe zum Lebensunterhalt. Resultierend aus eigenem Erleben beschloss Wörner im Jahr 2007, sich mit der Problematik zu beschäftigen, dass Menschen in ähnlicher Lage wie er selbst aufgrund ihrer finanziellen Lage von der Teilhabe am kulturellen Leben weitgehend ausgeschlossen sind. Mit Unterstützung des Bürgerinstitut e. V. Frankfurt am Main und des Frankfurter Arbeitslosenzentrums (FALZ e. V.) startete er eine Machbarkeitsanalyse für einen Kulturpass, der es Menschen, die von Grundsicherung leben müssen, wieder ermöglichen soll, an Kultur teilzuhaben.
2008 begann Wörner den Verein Kultur für ALLE e. V., der seitdem den Kulturpass als Mittel zur kulturellen Teilhabe herausgibt. Im Jahr 2019 hat der Verein bereits über 200 Kooperationspartner und der Pass wurde in Frankfurt am Main bereits von über 30.000 Menschen genutzt. Das Projekt hat bundesweit Modellcharakter.
2012 begann Wörner außerdem im Rahmen des Projektes „StadtteilHistoriker“ der Stiftung Polytechnische Gesellschaft eine historische Arbeit über den von der Gestapo in den Tod getriebenen Katholiken und Künstler Bernhard Becker und seinen Zwillingsbruder, den Künstler Ludwig Becker aus Frankfurt am Main.

## Auszeichnungen
Im Jahr 1986 erhielt er den Deutschen Schallplattenpreis für seine Edition Jaime Torres, Charango (messidor)
Im Jahr 1993 war seine Produktion „My Time is now“ (Mario Bauza and the Afro-Cuban-Jazz-Orchestra) für den Grammy nominiert.
Im Jahr 2009 war Götz Wörner einer von sechs nominierten „Helden des Alltags“ für den jährlichen Preis der Berliner taz Panter Stiftung. In 2009 wurde er und seine Idee von Bundeskanzlerin Angela Merkel als Bundessieger der Idee „start social“ ausgezeichnet. Im Jahr 2010 wurde sein Verein Kultur für ALLE e.V. „Ort der Ideen“ im Rahmen der Kampagne „Land der Ideen“ von Bundespräsident Horst Köhler ausgezeichnet. Er wurde anlässlich des 150. Geburtstags von Robert Bosch im Jahr 2011 von der Robert Bosch Stiftung als „außergewöhnliche Persönlichkeit“ ausgezeichnet.
2012 wurden er und seine Mitstreiter durch die Vorsteherin der Stadtverordnetenversammlung Frankfurt am Main, Bernadette Weyland (in Vertretung des Oberbürgermeisters der Stadt Frankfurt am Main, Peter Feldmann), mit der Walter-Möller-Plakette für bürgerschaftliche Mitarbeit der Stadt Frankfurt am Main ausgezeichnet.
2015 erhielten er und sein Verein den Bürgerpreis der Stadt Frankfurt am Main und der Stiftung der Frankfurter Sparkasse.
2020 erhielt er den Ehrenbrief des Landes Hessen für sein langjähriges ehrenamtliches Engagement.